# Tournoi de clôture du championnat d'Argentine de football 1999
Navigation
Tournoi précédent Tournoi suivant
Le tournoi de clôture de la saison 1999 du Championnat d'Argentine de football est le second tournoi semestriel de la 69e édition du championnat de première division en Argentine. Les vingt équipes sont regroupées au sein d'une poule unique où elles affrontent une fois chacun de leurs adversaires. Un classement cumulé sur les trois dernières années permet de déterminer les deux équipes reléguées à l'issue du tournoi.
C'est le club de Boca Juniors, tenant du titre, qui remporte à nouveau le tournoi après avoir terminé en tête du classement final, avec sept points d'avance sur River Plate et huit sur San Lorenzo de Almagro. C'est le vingt-quatrième titre de champion d'Argentine de l'histoire du club, qui devient le troisième après Vélez Sarsfield (1995-1996) et River Plate (1996-1997)  à remporter deux tournois consécutifs. Boca a dominé la saison argentine avec une seule défaite subie sur l'ensemble de la compétition.

## Qualifications continentales
Le vainqueur du tournoi Clôture est automatiquement qualifié pour la Copa Libertadores 2000 où il rejoint le vainqueur du tournoi Ouverture. Comme Boca Juniors a remporté les deux tournois, un barrage entre ses deux dauphins est mis en place. Le classement cumulé des tournois Ouverture et Clôture permet de désigner les deux clubs qualifiés pour la prochaine édition de la Copa CONMEBOL.

## Les clubs participants
| \| Buenos Aires La Plata Rosario Jujuy Santa Fe Córdoba \| Villes représentées lors de la saison 1998-1999 |
| Buenos Aires La Plata Rosario Jujuy Santa Fe Córdoba                                                       |

- Argentinos Juniors
- Gimnasia y Esgrima (La Plata)
- Gimnasia y Esgrima (Jujuy)
- Rosario Central
- Unión (Santa Fe)
- Boca Juniors
- Ferro Carril Oeste
- Colón (Santa Fe)
- Independiente
- Lanús
- Newell's Old Boys (Rosario)
- Platense
- Racing Club
- San Lorenzo de Almagro
- Estudiantes (La Plata)
- Huracán
- River Plate
- Vélez Sársfield
- Talleres (Córdoba)
- Belgrano (Córdoba)

## Compétition
Le barème utilisé pour établir le classement est le suivant :
- Victoire : 3 points
- Match nul : 1 point
- Défaite : 0 point

### Classement
| Rang | Équipe                        | Pts | J  | G  | N | P  | Bp | Bc | Diff |
| ---- | ----------------------------- | --- | -- | -- | - | -- | -- | -- | ---- |
| 1    | Boca JuniorsT                 | 44  | 19 | 13 | 5 | 1  | 35 | 11 | +24  |
| 2    | River Plate                   | 37  | 19 | 11 | 4 | 4  | 37 | 19 | +18  |
| 3    | San Lorenzo de Almagro        | 36  | 19 | 10 | 6 | 3  | 33 | 19 | +14  |
| 4    | Rosario Central               | 32  | 19 | 9  | 5 | 5  | 24 | 20 | +4   |
| 5    | Independiente                 | 29  | 19 | 8  | 5 | 6  | 32 | 26 | +6   |
| 6    | Unión (Santa Fe)              | 29  | 19 | 8  | 5 | 6  | 29 | 27 | +2   |
| 7    | Newell's Old Boys (Rosario)   | 27  | 19 | 7  | 6 | 6  | 30 | 22 | +8   |
| 8    | Gimnasia y Esgrima (La Plata) | 26  | 19 | 7  | 5 | 7  | 28 | 32 | -4   |
| 9    | Belgrano (Córdoba)            | 25  | 19 | 6  | 7 | 6  | 20 | 20 | 0    |
| 10   | Gimnasia y Esgrima (Jujuy)    | 25  | 19 | 7  | 4 | 8  | 28 | 37 | -9   |
| 11   | Argentinos Juniors            | 24  | 19 | 6  | 6 | 7  | 20 | 23 | -3   |
| 12   | Colón (Santa Fe) -3           | 23  | 19 | 6  | 8 | 5  | 28 | 22 | +6   |
| 13   | Vélez Sársfield               | 22  | 19 | 5  | 7 | 7  | 21 | 24 | -3   |
| 14   | Racing Club                   | 22  | 19 | 6  | 4 | 9  | 20 | 32 | -12  |
| 15   | Estudiantes (La Plata)        | 21  | 19 | 4  | 9 | 6  | 18 | 18 | 0    |
| 16   | Talleres (Córdoba)            | 20  | 19 | 4  | 8 | 7  | 23 | 26 | -3   |
| 17   | Lanús                         | 20  | 19 | 5  | 5 | 9  | 23 | 28 | -5   |
| 18   | Platense                      | 17  | 19 | 4  | 5 | 10 | 16 | 30 | -14  |
| 19   | Ferro Carril Oeste            | 15  | 19 | 2  | 9 | 8  | 8  | 18 | -10  |
| 20   | Huracán                       | 12  | 19 | 2  | 6 | 11 | 15 | 35 | -20  |

|  | Qualification directe pour la Copa Libertadores 2000 |
|  | T : Tenant du titre                                  |

### Barrage pour la Copa Libertadores
Boca Juniors remporte à la fois les tournois Ouverture et Clôture, il faut donc que les dauphins de Boca dans chaque tournoi s'affrontent pour déterminer le 2e club qualifié pour la Copa Libertadores.
| Équipe 1                      | Résultat | Équipe 2    |
| ----------------------------- | -------- | ----------- |
| Gimnasia y Esgrima (La Plata) | 2 - 3    | River Plate |

### Classement cumulé
Un classement cumulé des tournois Ouverture et Clôture permet de déterminer les deux équipes qualifiées pour la Copa CONMEBOL 1999. Il s'agit des deux meilleures équipes au classement qui ne sont pas invitées à participer à la Copa Mercosur 1999. 
| Rang | Équipe                        | Pts | J  | G  | N  | P  | Bp | Bc | Diff |
| ---- | ----------------------------- | --- | -- | -- | -- | -- | -- | -- | ---- |
| 1    | Boca JuniorsOuv Clo           | 89  | 38 | 26 | 11 | 1  | 80 | 29 | +51  |
| 2    | Gimnasia y Esgrima (La Plata) | 62  | 38 | 17 | 11 | 10 | 59 | 55 | +4   |
| 3    | San Lorenzo de Almagro        | 61  | 38 | 16 | 13 | 9  | 73 | 54 | +19  |
| 4    | River Plate                   | 59  | 38 | 16 | 11 | 11 | 64 | 46 | +18  |
| 5    | Rosario Central               | 57  | 38 | 15 | 12 | 11 | 50 | 48 | +2   |
| 6    | Racing Club                   | 55  | 38 | 15 | 10 | 13 | 59 | 61 | -2   |
| 7    | Unión (Santa Fe)              | 54  | 38 | 14 | 12 | 12 | 61 | 51 | +10  |
| 8    | Newell's Old Boys (Rosario)   | 52  | 38 | 13 | 13 | 12 | 52 | 43 | +9   |
| 9    | Independiente                 | 51  | 38 | 12 | 15 | 11 | 58 | 52 | +6   |
| 10   | Lanús                         | 50  | 38 | 13 | 11 | 14 | 43 | 48 | -5   |
| 11   | Colón (Santa Fe)              | 49  | 38 | 12 | 13 | 12 | 56 | 49 | +7   |
| 12   | Argentinos Juniors            | 49  | 38 | 11 | 16 | 11 | 51 | 50 | +1   |
| 13   | Gimnasia y Esgrima (Jujuy)    | 47  | 38 | 11 | 14 | 13 | 59 | 67 | -8   |
| 14   | Vélez Sarsfield               | 46  | 38 | 11 | 13 | 14 | 47 | 50 | -3   |
| 15   | Estudiantes (La Plata)        | 45  | 38 | 10 | 15 | 13 | 40 | 41 | -1   |
| 16   | Talleres (Córdoba)            | 44  | 38 | 11 | 11 | 16 | 51 | 59 | -8   |
| 17   | Belgrano (Córdoba)            | 44  | 38 | 10 | 14 | 14 | 42 | 51 | -9   |
| 18   | Ferro Carril Oeste            | 35  | 38 | 7  | 14 | 17 | 32 | 49 | -17  |
| 19   | Huracán                       | 32  | 38 | 7  | 11 | 20 | 44 | 79 | -35  |
| 20   | Platense                      | 30  | 38 | 7  | 9  | 22 | 37 | 69 | -32  |

|  | Qualification directe pour la Copa Libertadores 2000 et pour la Copa Mercosur 1999     |
|  | Qualification directe pour la Copa CONMEBOL 1999                                       |
|  | Invitation pour la Copa Mercosur 1999                                                  |
|  | Ouv : Vainqueur du tournoi d'Ouverture 1998 Clo : Vainqueur du tournoi de Clôture 1999 |

### Table de relégation
Un classement cumulé des trois dernières saisons du championnat permet de déterminer les deux équipes reléguées en Primera B. 
| Rang | Équipe                        | Pts   | J   | G | N | P | Bp | Bc | Diff |
| ---- | ----------------------------- | ----- | --- | - | - | - | -- | -- | ---- |
| 1    | River Plate                   | 1,929 | 114 |   |   |   |    |    |      |
| 2    | Boca JuniorsOuv Clo           | 1,859 | 114 |   |   |   |    |    |      |
| 3    | Gimnasia y Esgrima (La Plata) | 1,587 | 114 |   |   |   |    |    |      |
| 4    | San Lorenzo de Almagro        | 1,578 | 114 |   |   |   |    |    |      |
| 5    | Vélez Sarsfield               | 1,570 | 114 |   |   |   |    |    |      |
| 6    | Independiente                 | 1,561 | 114 |   |   |   |    |    |      |
| 7    | Lanús                         | 1,543 | 114 |   |   |   |    |    |      |
| 8    | Rosario Central               | 1,429 | 114 |   |   |   |    |    |      |
| 9    | Argentinos Juniors            | 1,394 | 76  |   |   |   |    |    |      |
| 10   | Newell's Old Boys (Rosario)   | 1,359 | 114 |   |   |   |    |    |      |
| 11   | Racing Club                   | 1,359 | 114 |   |   |   |    |    |      |
| 12   | Colón (Santa Fe)              | 1,298 | 114 |   |   |   |    |    |      |
| 13   | Estudiantes (La Plata)        | 1,210 | 114 |   |   |   |    |    |      |
| 14   | Gimnasia y Esgrima (Jujuy)    | 1,210 | 114 |   |   |   |    |    |      |
| 15   | Belgrano (Córdoba)            | 1,157 | 38  |   |   |   |    |    |      |
| 16   | Talleres (Córdoba)            | 1,157 | 38  |   |   |   |    |    |      |
| 17   | Unión (Santa Fe)              | 1,149 | 114 |   |   |   |    |    |      |
| 18   | Ferro Carril Oeste            | 1,140 | 114 |   |   |   |    |    |      |
| 19   | Platense                      | 1,105 | 114 |   |   |   |    |    |      |
| 20   | Huracán                       | 0,850 | 114 |   |   |   |    |    |      |

|  | Relégation directe en Primera B                                                        |
|  | Ouv : Vainqueur du tournoi d'Ouverture 1998 Clo : Vainqueur du tournoi de Clôture 1999 |

## Bilan de la saison
| Championnat d'Argentine de football 1999 |                                                                                           |
| Champion                                 | Boca Juniors (24e titre)                                                                  |
| Coupes et trophées                       |                                                                                           |
| Vainqueur de la Coupe d'Argentine 1999   | Non disputée                                                                              |
| Qualifications continentales             |                                                                                           |
| Copa Libertadores 2000                   | River Plate                                                                               |
| Copa CONMEBOL 1999                       | Gimnasia y Esgrima (La Plata) Rosario Central                                             |
| Copa Mercosur 1999                       | Vélez Sarsfield River Plate Boca Juniors Racing Club San Lorenzo de Almagro Independiente |
| Promotions et relégations                |                                                                                           |
| Promus en Primera Division               | Chacarita Juniors Instituto (Córdoba)                                                     |
| Relégués en Primera B Nacional           | Platense Huracán                                                                          |